# 마일로 (음악가)
마일스 매킨스(Myles MacInnes, 1978년 5월 10일 출생), 예명 마일로(Mylo)로 더 잘 알려진 그는 스코틀랜드의 일렉트로닉 음악가이자 음반 프로듀서이다. 그의 2004년 앨범 Destroy Rock & Roll은 영국 음반 차트에서 26위를 기록했다. 그는 2005년 자신의 트랙 "Drop the Pressure"와 마이애미 사운드 머신의 1984년 노래 "Dr. Beat"를 매시업한 싱글 "Doctor Pressure"로 가장 잘 알려져 있으며, 이 싱글은 영국 싱글 차트에서 3위를 기록했다.

## 어린 시절 및 교육
매킨스는 스카이섬의 포트리 고등학교에서 교육을 받았고, 이후 에든버러의 모닝사이드에 있는 사립 학교인 조지 왓슨 칼리지에서 장학금을 받았다. 화학 1과목과 수학 4과목의 6학년 과정을 마친 후, 매킨스는 에든버러 대학교에 입학했다. 매킨스는 고등학교 졸업 후 아무 계획이 없었고 처음에는 호주에서 벽돌을 쌓고 싶었지만 비자를 얻을 수 없었다.
에든버러 대학교에서 매킨스는 수학을 공부했으며, 1학년 때 2학년 수학 수업을 들었다. 공개 지원서를 제출한 후, 그는 옥스퍼드 대학교에서 수학과 철학을 공부하기 위해 지원했으며, 브라세노스 칼리지에 배정되었다. 1999년, 매킨스는 심리학, 철학, 생리학 전공으로 1급 우등 학위를 받으며 졸업했다.
매킨스는 이후 캘리포니아 대학교 로스앤젤레스에서 철학 박사 학위를 시작했지만, 다음 해 음악 제작을 위해 돌아와 앨범 Destroy Rock & Roll 작업을 시작했다.
그의 형 헥터는 밴드 Injuns의 작곡가이자 기타리스트이다. 그는 또한 2005년 내내 마일로와 함께 투어를 돌며 전자 드럼 연주를 맡았다.
매킨스의 아들은 2012년에 태어났다.

## 경력
마일로는 2004년, 자신이 공동 소유한 Breastfed Recordings 레이블에서 데뷔 앨범 Destroy Rock & Roll을 발매했다. 그는 자신의 침실에서 컴퓨터로 앨범을 제작했다. 마일로는 자신의 레이블이 동료 스코틀랜드 DJ 캘빈 해리스를 거절했다고 말한 바 있다.
그는 시저 시스터스("Mary"), 에이미 와인하우스("Fuck Me Pumps"), the Knife("You Take My Breath Away"), 더 킬러스("Somebody Told Me"), 시아("Breathe Me") 및 모비("Lift Me Up")에게 리믹스를 제공했다. 그의 작품 중 하나는 2004년 카일리 미노그의 영국 차트 2위 히트곡 "I Believe in You"를 리믹스한 것으로, 미국 Hot Dance Club Play 차트에서 3위를 기록한 싱글에 수록되었다. 그의 가장 큰 차트 성공은 2005년 가을에 찾아왔다. 이때 그의 곡 "Drop the Pressure"와 마이애미 사운드 머신의 "Dr. Beat"를 매시업한 싱글 "Doctor Pressure"가 영국 싱글 차트에서 3위를 기록했다. 이 싱글은 미국에서 특히 Hot Dance Airplay와 Hot Dance Club Play 차트에서 좋은 성적을 거두었으며, 공동으로 탑 10에 진입했다.
"Doctor Pressure"의 후속 싱글인 "Muscle Cars"는 영국 및 유럽 댄스 차트에서 히트하여 2005년 11월 영국 클럽 차트에서 1위를, 영국 싱글 차트에서 38위를 기록했다. 이 싱글에 수반된 비디오는 두 명의 중국 스파이(실제로는 영국 배우 Bruce Wang과 Alex Liang이 연기)가 조지 W. 부시 미국 대통령을 감시하기 위해 전자 파리를 발명하는 장면을 담고 있어 논란을 빚었다. 마일로는 비디오에 출연하지 않았다.
2005년, 마일로는 Mixmag의 표지에 CD 형태로 배포된 "Mylo's Rough Guide to Rave"라는 DJ 믹스를 발매했다.
그는 2005년 9월에 발매된 War Child 컴필레이션 음반 Help!: A Day in the Life에 수록된 "Mars Needs Women"이라는 곡에 기여했으며, 2006년 11월에 발매된 캐나다 컴필레이션 음반 MuchDance 2007에도 참여했다. 2006년, "Otto's Journey"라는 트랙은 올림픽 피겨 스케이트 선수 미셸 콴이 등장하는 크래프트 Zesty Italian Dressing의 텔레비전 광고에 사용되었다.
BBC 라디오 1은 2009년 1월 23일에 마일로의 트랙을 전 세계 최초로 공개했다. 트랙의 제목은 확인되지 않았지만, 애니 맥이 언급했듯이 "그(마일로)가 'I'm Back'이라는 파일 제목으로 우리에게 보냈다"는 이유로 라디오 1은 이를 "I'm Back"으로 불렀다. 같은 달, 그는 Mixmag의 또 다른 호에 자신의 새 노래 "Wings of Fire"가 포함된 DJ 믹스 앨범 "The Return of Mylo"를 표지 형태로 배포했다.
마일로는 글래스고에서 열린 2014년 코먼웰스 게임 개회식에서 공연했다.
2016년 6월, 마일로는 새 음악 미리보기를 공개했다. 그는 알려지지 않은 법적인 이유가 그의 공백기에 대한 설명이라고 말했다.

## 디스코그래피

### 음반
| 제목                | 음반 상세                       | 최고 차트 순위 | 최고 차트 순위 | 최고 차트 순위 | 최고 차트 순위 | 최고 차트 순위 | 최고 차트 순위 |
| 제목                | 음반 상세                       | UK             | AUS            | BEL (FL)       | FRA            | NLD            | US Dance       |
| ------------------- | ------------------------------- | -------------- | -------------- | -------------- | -------------- | -------------- | -------------- |
| Destroy Rock & Roll | - 발매일: 2004 - 재발매일: 2005 | 26             | 73             | 56             | 101            | 89             | 10             |

### 믹스 앨범
- Mylo's Rough Guide to Rave (2005, Mixmag 부록 무료)
- The Return of Mylo (2009, Mixmag 부록 무료)

### 싱글
| 제목                                         | 연도 | 최고 차트 순위 | 최고 차트 순위 | 최고 차트 순위 | 최고 차트 순위 | 최고 차트 순위 | 최고 차트 순위 | 최고 차트 순위 | 최고 차트 순위 | 최고 차트 순위 | 최고 차트 순위 |
| 제목                                         | 연도 | UK             | AUS            | AUT            | BEL (FL)       | DEN            | FIN            | FRA            | GER            | IRE            | NLD            |
| -------------------------------------------- | ---- | -------------- | -------------- | -------------- | -------------- | -------------- | -------------- | -------------- | -------------- | -------------- | -------------- |
| "Drop the Pressure"                          | 2004 | 19             | 46             | —              | 27             | —              | —              | 34             | 43             | 32             | 32             |
| "Destroy Rock & Roll"                        | 2005 | 15             | 56             | —              | —              | —              | 13             | —              | —              | 25             | —              |
| "In My Arms"                                 | 2005 | 13             | 25             | —              | 23             | 20             | —              | —              | 61             | 22             | 82             |
| "Doctor Pressure" (vs. 마이애미 사운드 머신) | 2005 | 3              | 12             | 50             | 9              | 15             | 10             | 30             | 31             | 5              | 23             |
| "Muscle Car" (featuring Freeform Five)       | 2006 | 38             | 52             | —              | 44             | —              | 14             | —              | —              | 26             | —              |